# Chó săn Wales
Chó săn Wales (tiếng Wales: Bytheiad hoặc Ci Hela Cymreig) là một giống chó săn thuộc loại chó săn cáo và cũng là loài chó bản xứ của xứ Wales.

## Lịch sử
Chó săn Wales là giống chó bản địa của Quần đảo Anh và có thể là giống chó săn Segussi, một loại chó có bộ lông xù xì đã tồn tại ở Bắc Âu trong thời La Mã. Từ thời Trung cổ đến đầu thế kỷ XX, những thi sĩ thường tổ chức một địa điểm đặc biệt trong xã hội xứ Wales, hát đàn về những con chó săn, thường đặt tên cho từng con một và ca ngợi phẩm chất của chúng. "Các định luật cổ xưa của xứ Wales được mã hóa trong thời trị vì của Hywel Dda (942 - 948) cho giá trị của Chó săn Wales là 240 pence, 120 pence, nêu chưa qua huấn luyện chưa được đào tạo."

## Nhận dạng giống
Chó săn Wales được đăng ký với Hiệp hội Chó săn xứ Wales, nơi giữ cuốn sách về giống của giống chó này từ năm 1922 và duy trì giống thuần chủng kể từ năm 1928. Hiệp hội được thành lập "vì mục đích bảo tồn và quảng bá Chó săn cáo Xứ Wales như một Giống chó của Anh ". Chó săn Wales được Liên hiệp Các Câu lạc bộ Chăm sóc Chó công nhận vào ngày 1 tháng 1 năm 2006.
Kể từ khi cấm sử dụng chó cùng đi săn ở Anh, các câu lạc bộ khác nhau đã quyết định cung cấp đăng ký cho giống Chó săn Wales trong vai trò là một con vật cưng giống hiếm.